# Grzegorz Gromadzki
Grzegorz  Gromadzki (ur. 1954) – polski matematyk, prof. Uniwersytetu Gdańskiego.

## Życiorys
Habilitował się w dniu 25 marca 1996 r. W dniu 22 czerwca 2006 r. z rąk prezydenta Lecha Kaczyńskiego otrzymał nominację profesorską. Pracuje jako Kierownik Zakładu Algebry w Instytucie Matematyki Uniwersytetu Gdańskiego. Specjalności: Geometria algebraiczna, Analiza zespolona, Topologia, Algebra. Zainteresowania: automorfizmy i symetrie powierzchni Riemanna, przestrzenie moduli powierzchni Kleina i Riemanna, grupa klas odwzorowań.
Członek Polskiego Towarzystwa Matematycznego.

## Dorobek naukowy
Promotor 5 prac doktorskich. Autor licznych publikacji naukowych.